# 特爾戈維什泰
特爾戈維什泰（羅馬尼亞語：Târgoviște）是位於羅馬尼亞南部瓦拉幾亞地區的一個城市。登博維察縣的首府所在地。首見文獻記載於1396年。特爾戈維什泰曾經是瓦拉幾亞公國首都的所在地。1989年12月25日（圣诞节），尼古拉·齐奥塞斯库和埃列娜·齐奥塞斯库在此被枪决。

## 姊妹城市
- 立陶宛特拉凱
- 保加利亚特爾戈維什特
- 法國奧爾沃
- 美国邁阿密
- 義大利科爾貝塔
- 葡萄牙聖塔倫
- 瑞典韋靈厄市
- 乌克兰伊萬諾-弗蘭科夫斯克